# Almirante Lynch (Schiff, 1891)
Das chilenische Torpedokanonenboot Almirante Lynch versenkte während des chilenischen Bürgerkrieges am 22. April 1891 die Panzerfregatte Blanco Encalada, das Flaggschiff der Rebellen, mit einem Torpedo. Es war die erste Versenkung eines Kriegsschiff durch einen Torpedo mit Eigenantrieb.

## Baugeschichte

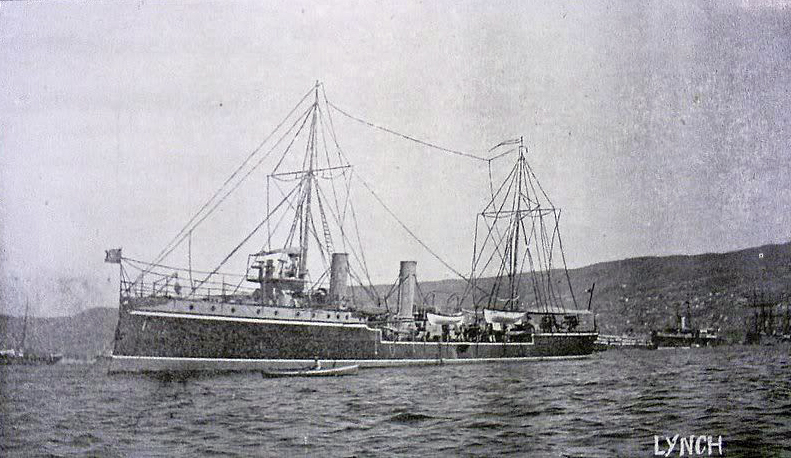
Torpedera Lynch

Die Almirante Lynch und ihr Schwesterboot Almirante Condell waren 1889 von der chilenischen Marine bei der Werft Laird Brothers in Birkenhead, Vereinigtes Königreich, bestellte Torpedokanonenboote. In der Größe und Leistung glichen sie den gleichzeitig von der Royal Navy beschafften Booten der Sharpshooter-Klasse, von denen sie sich äußerlich jedoch unterschieden und von denen die Bauwerft auch keines baute. Die für Chile gebauten Stahlboote hatten eine hohe Poop und enger beieinander stehende Schornsteine, während die der Royal-Navy-Boote extrem weit auseinander standen.
Die Verdrängung der Almirante Lynch betrug  700 tn.l. und sie konnte über 20 Knoten erreichen. Damit waren die beiden chilenischen Boote etwas schneller als die britischen Einheiten. Bewaffnet waren die beiden Boote mit fünf 35,8-cm-Überwasser-Torpedorohren vom Typ Whitehead, von denen eines im Bug und je zwei in den Seiten aufgestellt waren. Dazu kamen anfangs sechs von Elswick in Lizenz gebaute 5,7-cm-6-Pfünder-Hotchkiss-Geschütze und zwei Maschinengewehre des Typs Gatling. Später erhielten beide Boote für die Hotchkiss-6-Pfünder drei 7,6-cm-Maxim-Nordenfelt-Geschütze, von denen zwei hintereinander auf dem Vordeck und eines auf der Poop standen.
Der Namensgeber des Bootes, Konteradmiral Patricio Javier de los Dolores Lynch y Solo de Zaldívar (1825–1886), war ein chilenischer Marineoffizier und Oberbefehlshaber der Marine zum Ende des Salpeterkrieges (spanisch „Guerra del Pacífico“) gegen Peru und Bolivien und ab 1881 bis 1884 Leiter der Verwaltung der besetzten Teile Perus. Namensgeber des zweiten Bootes war der früh verstorbene Konteradmiral Carlos Arnaldo Condell De La Haza (1843–1887), der sich als Schiffskommandant mehrfach ausgezeichnet hatte.

## Einsatzgeschichte
Am 6. Januar 1891 bestiegen die Führer des vom Präsidenten José Manuel Balmaceda aufgelösten Kongresses in Valparaíso die Panzerfregatte Blanco Encalada und verließen am 7. Januar mit der Blanco Encalada und der Esmeralda, der Korvette O’Higgins und weiteren Schiffen Valparaiso nordwärts nach Tarapacá, um den militärischen Widerstand gegen den Präsidenten zu organisieren. Die Panzerfregatte Almirante Cochrane schleppte die Huáscar, deren Maschinen nicht einsatzbereit waren, aus Valparaíso südwärts nach Las Salinas bei Talcahuano, wo das Turmschiff einsatzbereit gemacht wurde.

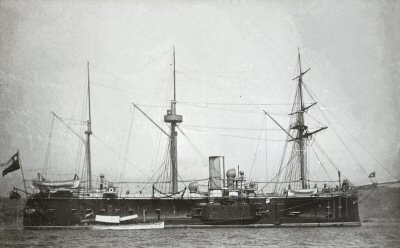
Fregatte Blanco Encalada

Einzige bedeutende Marineeinheiten auf der Seite des Präsidenten waren die aus Großbritannien im Januar bzw. Februar 1891 in Chile eintreffenden Almirante Lynch und Almirante Condell. Diese griffen am 22. April 1891 das vor Anker liegende Flaggschiff der Kongressmarine Blanco Encalada in der Bucht vor Caldera an. Von sechs Torpedos der Almirante Lynch traf einer das Schlachtschiff, das in weniger als zehn Minuten sank, wobei 182 Seeleute starben. Dies war die erste Versenkung eines größeren Kriegsschiffs mit einem Torpedo mit Eigenantrieb. Der Befehlshaber der Kongressflotte und spätere Präsident Chiles, Jorge Montt, befand sich nicht an Bord. Weitere bedeutende Einsätze der Marinekräfte des Präsidenten fanden nicht statt. Die Hoffnung, in Frankreich in Auftrag gegebene Kreuzer zu erhalten, scheiterte an der Neutralitätshaltung der französischen Regierung.
1900 wurden die beiden Torpedokanonenboote gründlich überholt. Im September 1907 wurde die Regierung ermächtigt, diese und den neueren Zerstörer Almirante Simpson (1895, 800 ts, 21 kn) an eine freundliche Nation zu verkaufen. Es fand sich kein Interessent für die Kanonenboote. Nur die Simpson wurde an Ecuador verkauft, wo sie den Namen Libertador Simón Bolívar erhielt. Die beiden alten Torpedokanonenboote wurden 1909 nochmals überholt und hatten jetzt Belleville-Kessel. Bei Dauertests liefen beide Boote mehr als acht Stunden lang schneller als 20 Knoten.
Ab 1913 erfolgte die Lieferung der neuen 1430 ts-Zerstörer der Almirante-Lynch-Klasse von White, die die Namen Almirante Lynch und Almirante Condell erhielten. Die alten Almirante Lynch und Almirante Condell blieben jedoch bis zu ihrem Abbruch 1919 als Tomás und Talcahuano erhalten.